# Silvano d’Orba
Silvano d’Orba (piemontiul: Silvan, helyi nyelvjárásban: Sirvòu, ligur nyelven: Scirvan) település Olaszországban, Piemont régióban, Alessandria megyében. Lakosainak száma 1893 fő (2023. január 1.). Silvano d’Orba Capriata d’Orba, Castelletto d’Orba, Lerma, Ovada, Rocca Grimalda és Tagliolo Monferrato községekkel határos.

## Népesség
A település lakossága az elmúlt években az alábbi módon változott:
| Lakosok száma | 1990 | 1980 | 1893 |
|               | 2017 | 2018 | 2023 |